# Mehdi Moudjahid
Mawlawi Mehdi Mujahid (Dari : مولوی مهدی مجاهد ; 1988 - 17 août 2022) est un ancien taliban puis rebelle afghan nationaliste hazara qui a dirigé environ 200 combattants chiites Hazaras pendant le soulèvement de Balkhab. Il est un commandant taliban avant de se rebeller contre les talibans. Il est tué le 17 août 2022.

## Biographie

### Jeunesse
Mehdi Moudjahid nait dans un petit village appelé Hosh dans le district de Balkhab, dans le nord de l'Afghanistan, dans une famille religieuse chiite appartenant d'ethnie Hazara. Il a huit ans lorsque les talibans prennent le contrôle de l'Afghanistan pour la première fois en 1996 . Trois ans plus tard, les talibans capturent son quartier natal de Balkhab. Il s'enfuit avec sa famille vers l'Iran voisin, retournant en Afghanistan après la formation de l'administration intérimaire afghane en décembre 2001.
Il commence à fréquenter l'école et semble motivé pour reprendre la ferme familiale. Mais au début de la vingtaine, un chef de guerre hazara s'empare de leurs terres ancestrales. En représailles, Mehdi Moudjahid et ses amis kidnappent le fils du seigneur de guerre et l'ont retenu en otage, ne le renvoyant qu'après que le seigneur de guerre est rendu les terres. Cette nuit-là, les forces du chef de guerre ont encerclé la maison de Mehdi et des affrontements ont éclaté alors qu'il tentait de s'échapper. Il est hospitalisé puis emprisonné pendant sept ans pour enlèvement.
Il est devenu plus religieux et est entré en contact pour la première fois avec les talibans en prison, cependant, il est resté chiite et ne s'est pas converti au sunnisme.

### Période talibane
En avril 2020, les talibans ont nommé Mehdi Moudjahid à la tête du renseignement dans la province de Bamyan et chef des talibans dans la province de Sar-e Pol , une décision à laquelle de nombreux membres talibans et le réseau Haqqani étaient opposés pour de nombreuses raisons, principalement en raison qu'il était un Hazara chiite. Les talibans ont été accusés de l'utiliser pour accroître leur influence parmi les Hazaras et d'autres musulmans chiites. Il a ensuite été limogé du poste de chef du renseignement des talibans à Bamyan après avoir prononcé un discours contre la fermeture des écoles de filles et il a quitté les talibans et leur a déclaré la guerre,
.

### Lutte contre les talibans
En 2022, Mehdi Moudjahid a annoncé qu'il armait des combattants qui lui étaient fidèles, soit environ 200 hazaras chiites. Il a également construit un minaret dédié à Abdul Ali Mazari à Balkhab et s'est tourné vers les opinions nationalistes chiites islamistes-hazaras. Ses forces ont renversé le gouverneur du district des talibans et capturé le district de Balkhab. Mawlawi Ataullah, le gouverneur du district des talibans, a fui Balkhab et il l'a remplacé par l'un de ses associés Hazara.
Mehdi Mujahid est soutenu par le Front national de résistance et le politicien hazara Muhammad Mohaqiq.
Le 13 juin 2022, il prend le contrôle total du district de Balkhab et ses combattants infligeaient de lourds dégâts aux talibans. Il gagne initialement le conflit bien que les talibans aient plus tard dépassé en nombre ses combattants et aient repris Balkhab.

### Décès
Mehdi Mujahid est tué le 17 août 2022 alors qu'il tentait de fuir vers l'Iran. On ne sait pas comment il a été tué. Selon les habitants et certains médias afghans, Mujahid a été capturé par les talibans dans le village de Bunyad, dans le district de Kohsan, où il a été arrêté et a vu son identité confirmée avant d'être exécuté. Une image a également commencé à circuler sur les réseaux sociaux, montrant soi-disant Mujahid vivant et sous la garde des talibans. La prétendue photo suggérait que Mujahid avait été capturé vivant et exécuté plus tard.